# Georges Beuchat

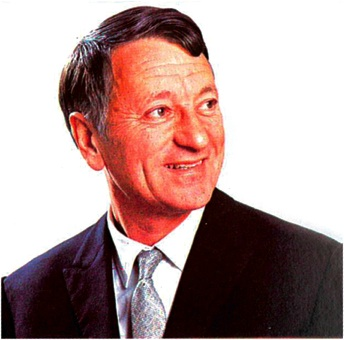
Georges Beuchat in 1980.

Georges Beuchat (1910 Zwitserland – 1992 Frankrijk) was een Franse uitvinder, duiker, zakenman, pionier van onderwateractiviteiten en oprichter van Beuchat, een bedrijf in onderwaterartikelen.
Georges Beuchat heeft zijn hele leven onophoudelijk producten ontwikkeld om onderwateractiviteiten zoals we die vandaag de dag kennen te stimuleren en doen toenemen. Veel van zijn uitvindingen en innovaties zijn op dit gebied van historische waarde, onder andere het uitvinden de eerste oppervlakte boei in 1948, eerste huis voor een camera in 1950, eerste isothermische duikpak in 1953 en de eerste uitgevonden vinnen (de Jetfins) in 1964

## Tijdlijn van productontwikkeling
- 1947: Tarzans onderwatergeweer
- 1948: Oppervlakte boei
- 1950: Tarzans camerahuis
- 1950: Tarzans kuitbeschermer
- 1953: Eerste isothermische duikpak
- 1958: Compensator, Duikbril met enkelvoudige ruit
- 1960: Vinnen Espadon
- 1963: Tarzans duikpak
- 1964: Jetfins. Eerste vinnen op de markt, uitgevonden door Beuchat. In de eerste jaren meer dan 100 000 paar verkocht.
- 1975: Marlin onderwatergeweer
- 1978: Atmos ademautomaat